# Protokollarische Rangordnung in Frankreich
Die protokollarische Rangordnung der Französischen Republik (französisch Ordre de préséance en France) ist durch Dekret des Präsidenten der Republik für alle Veranstaltungen staatlicher Institutionen festgelegt. Sie unterscheidet sich dabei nach Veranstaltungsort (Paris, verschiedene Überseeterritorien und sonstige Territorien Frankreichs) und danach, ob die Veranstaltung vom Präsidenten, vom Premierminister oder von einem von ihm beauftragten Regierungsmitglied (siehe französische Regierung) durchgeführt wird.
Wenn der Präsident oder der Premierminister eine Veranstaltung durchführt oder eine Veranstaltung in Paris stattfindet, lautet die Rangfolge auf den ersten Plätzen:
1. der Präsident der Republik (Emmanuel Macron);
2. der Premierminister Frankreichs (Michel Barnier) oder ein ihn vertretendes Regierungsmitglied;
3. der Präsident des Senats (Gérard Larcher);
4. die Präsidentin der Nationalversammlung (Yaël Braun-Pivet);
5. frühere Präsidenten der Republik in Reihenfolge ihres Amtsantritts (zurzeit Nicolas Sarkozy und François Hollande);
6. die weiteren Mitglieder der Regierung in der vom Präsidenten der Republik bestimmten Rangfolge;
7. frühere Premierminister nach Reihenfolge ihres Amtsantritts;
8. der Präsident des Verfassungsrats (des französischen Verfassungsgerichts);
9. der Vizepräsident und Vorsitzende des Staatsrats (des obersten französischen Verwaltungsgerichts);
10. der Präsident des Wirtschafts- und Sozialrats;
11. der Ombudsmann der Republik;
12. die Abgeordneten der Nationalversammlung;
13. die Senatoren;
14. die französischen Abgeordneten des Europäischen Parlaments;
15. die rechtsprechende Gewalt, repräsentiert durch den ersten Präsidenten und den Staatsanwalt des Kassationsgerichts;
16. der erste Präsident und der Staatsanwalt des Rechnungshofes (Cour des Comptes);
17. der Großkanzler der Ehrenlegion, der Kanzler des Ordre national du Mérite und die Ratsmitglieder dieser Orden;
18. der Kanzler des Ordre de la Libération und die Ratsmitglieder dieses Ordens;
19. der Stabschef der französischen Streitkräfte.

In Paris folgt der Präfekt der Region Île-de-France (der gleichzeitig Präfekt des Départements Paris, deckungsgleich mit der Stadt Paris, ist). Sind weder Präsident noch Regierungsmitglieder anwesend, rückt der Präfekt auf den Platz nach dem Präsidenten der Nationalversammlung. Ihm folgen in Paris der Polizeipräfekt, der Bürgermeister von Paris und der Präsident des Regionalrates von Île-de-France. Außerhalb von Paris begleitet der Präfekt des jeweiligen Départements oder Territoriums bzw. in Neukaledonien und Französisch-Polynesien der Hochkommissar den Staatspräsidenten oder, wenn dieser nicht teilnimmt, den Premierminister; hier folgen in der protokollarischen Rangfolge der jeweilige Präsident des Regionalrates, des Départementrates und der Bürgermeister der Gemeinde, in der die Veranstaltung stattfindet. In einigen Überseeterritorien gelten Sonderregelungen nach Maßgabe der dortigen Institutionen.
Anschließend folgen unabhängig vom Territorium Repräsentanten der Region, des Départements (oder des Territoriums) und der Gemeinde, in der die Veranstaltung stattfindet, sowie von dort angesiedelten staatlichen Behörden und Institutionen, des Militärs und der Justiz.
Wird eine Veranstaltung nicht in Paris und nicht von Präsident oder Premierminister durchgeführt, wird die protokollarische Reihenfolge grundsätzlich vom Präfekten als Repräsentanten des Staates angeführt (in Neukaledonien und Französisch-Polynesien dem Hochkommissar), der in Abwesenheit von Regierungsmitgliedern vom jeweiligen Unterpräfekten vertreten werden kann; nehmen Regierungsmitglieder in offizieller Funktion teil, rücken diese auf den ersten Platz der Rangfolge, sind allerdings wiederum einer offiziellen Vertretung des Präsidenten nachrangig. Nach dem Präfekten folgen die Abgeordneten der Nationalversammlung, des Senats und des Europäischen Parlaments und anschließend die Präsidenten des jeweiligen Regionalrates und des jeweiligen Départementrates, der Bürgermeister der jeweiligen Gemeinde und weitere Repräsentanten des Militärs, der Justiz sowie staatlicher Institutionen und Behörden und weitere Repräsentanten der Region, des Départements und der Gemeinde. In Französisch-Polynesien rangieren der Regierungschef und der Parlamentspräsident des Territoriums abweichend vor und die weiteren Mitglieder der Regierung des Territoriums unmittelbar nach den nationalen und europäischen Abgeordneten. Auf Wallis und Futuna folgen auf die Abgeordneten die drei Könige.
Ausländische Botschafter rangieren, sofern sie eingeladen sind, nach den Mitgliedern der Regierung bzw. nach dem Repräsentanten des Staates. Vertreter der Europäischen Kommission oder ausländischer Staatsorgane werden bei Zeremonien, bei denen ihre Anwesenheit vorgesehen ist, mit ihrem jeweiligen französischen Pendant platziert.
Bei offiziellen Veranstaltungen, die nicht auf Anordnung der Regierung durchgeführt werden, folgt der höchste Repräsentant der durchführenden Institution (z. B. der Bürgermeister) unmittelbar nach dem Repräsentanten des Staates.